# Oncidium altissimum
Oncidium altissimum là một loài thực vật có hoa trong họ Lan. Loài này được (Jacq.) Sw. mô tả khoa học đầu tiên năm 1800.

## Hình ảnh

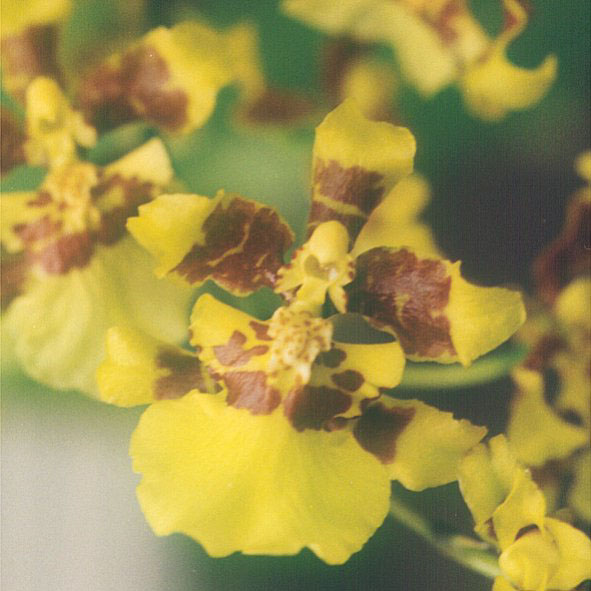
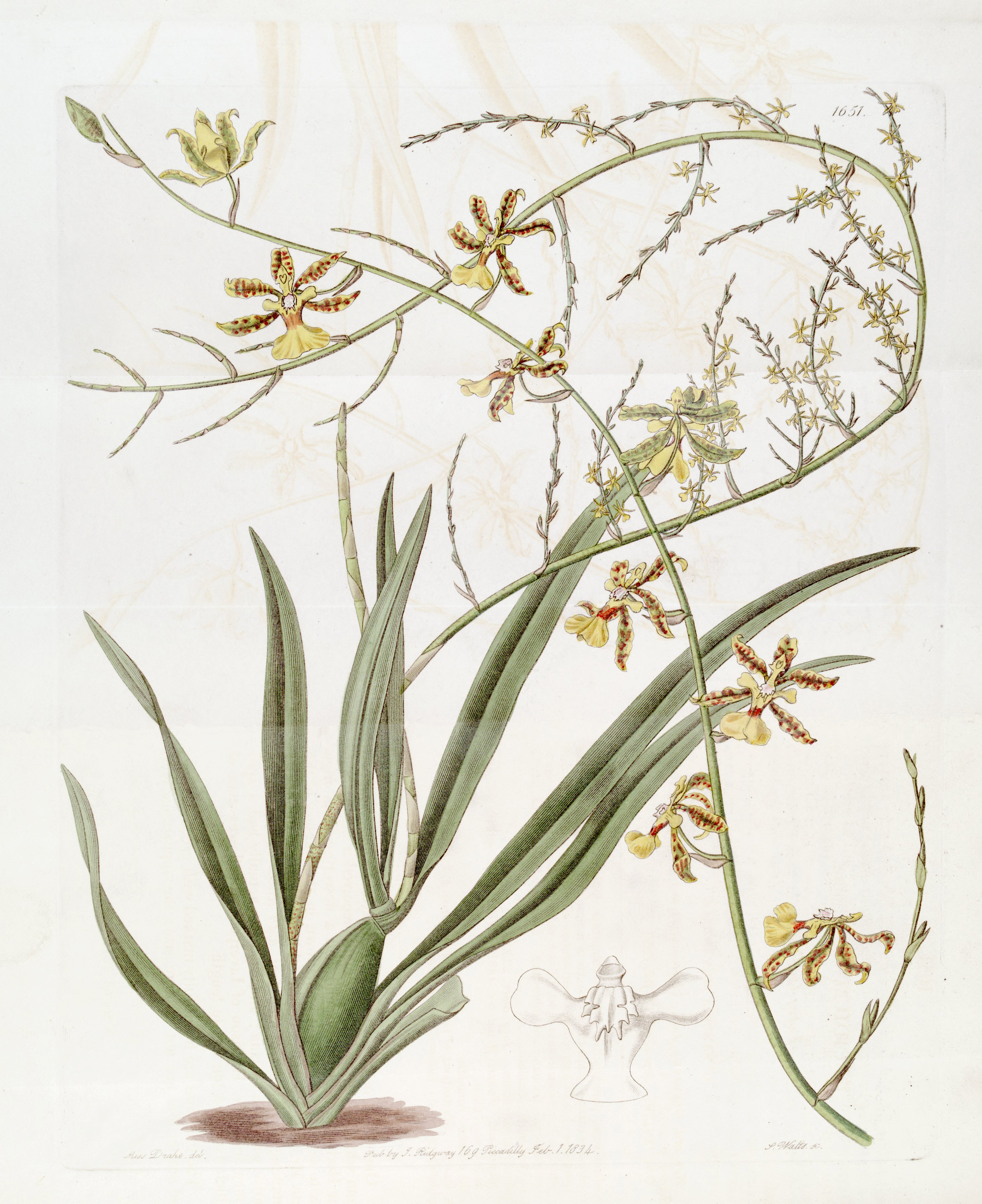
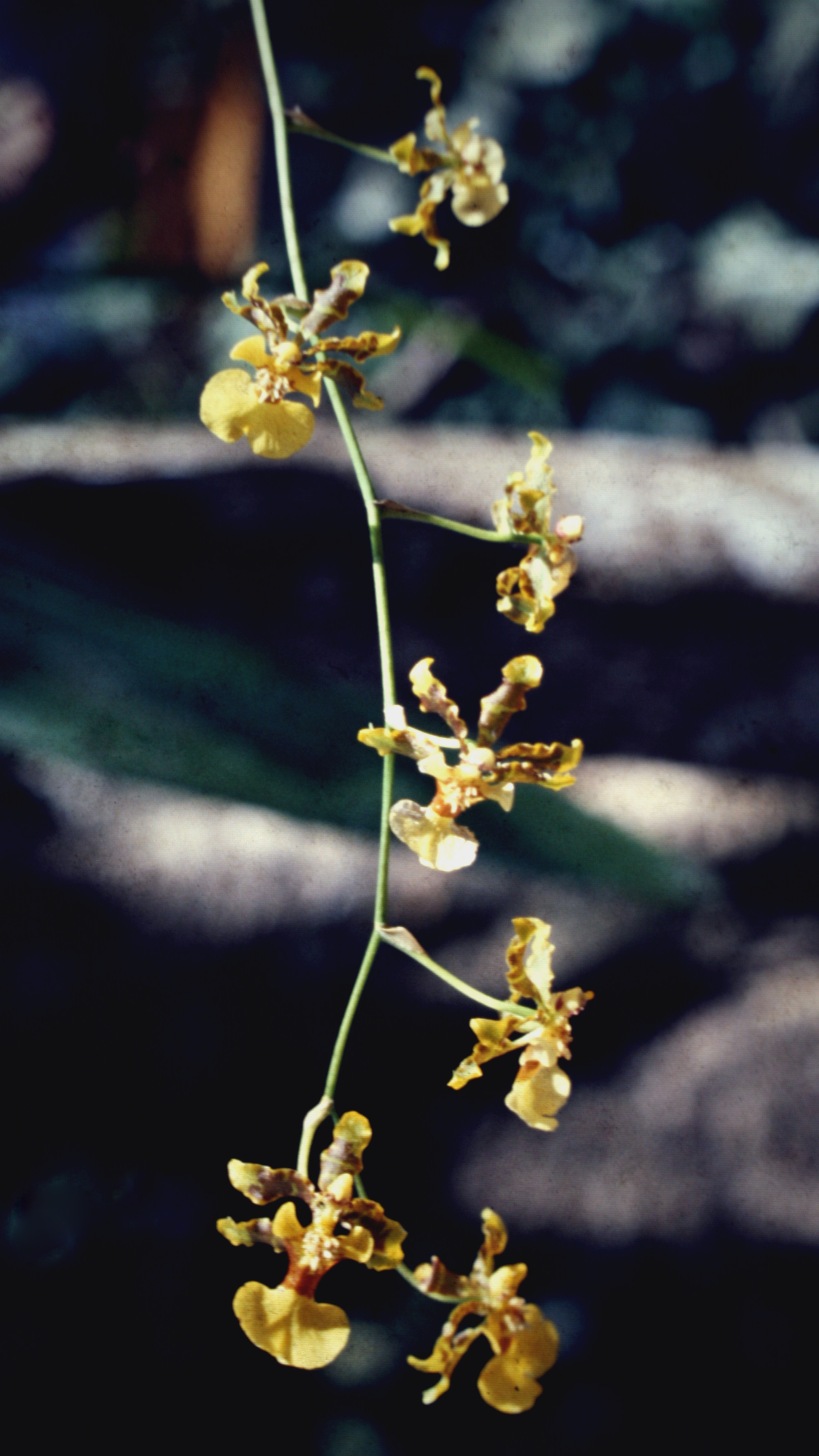
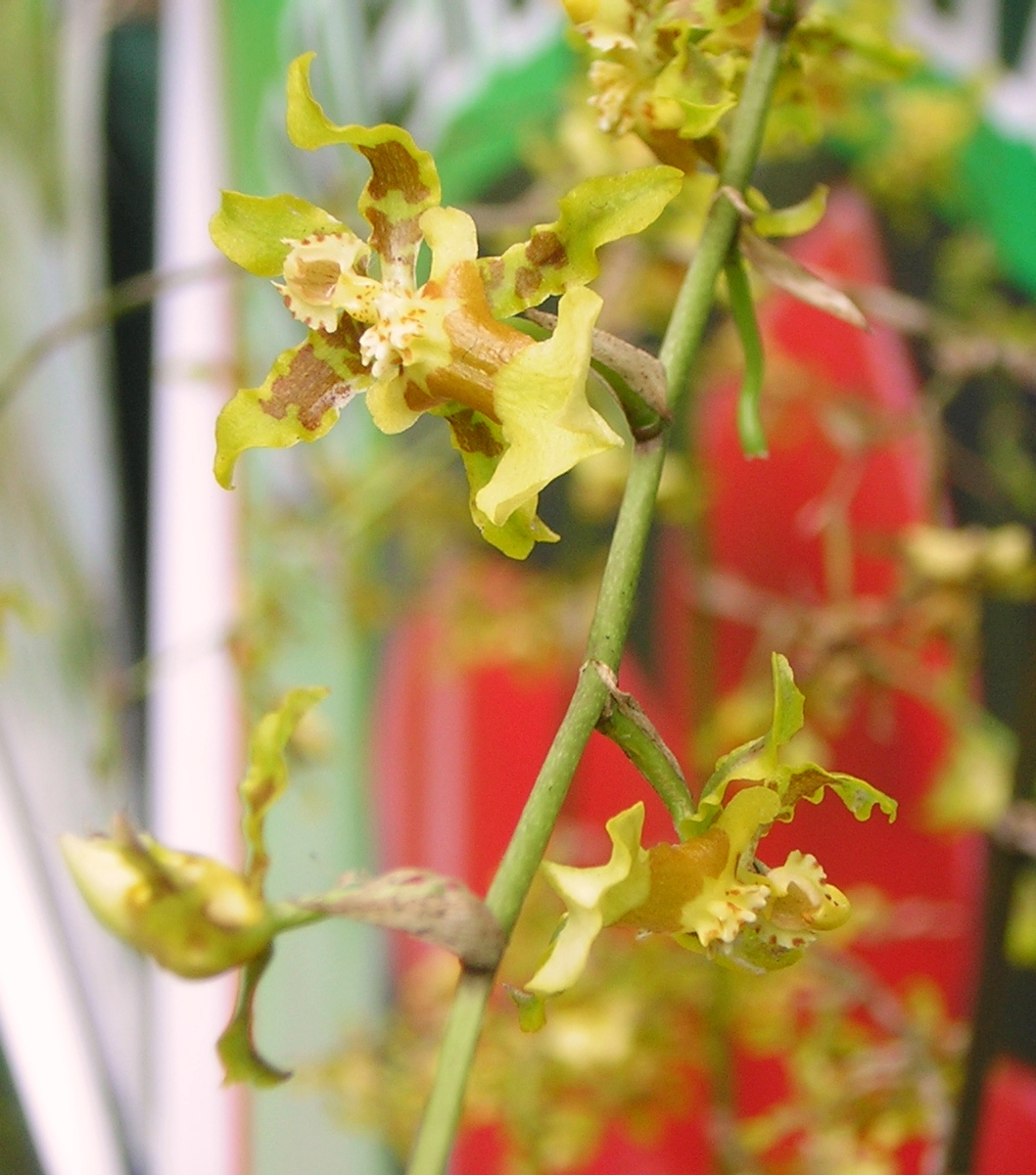